# Thời kì Hồng (Picasso)
Trong sự nghiệp của họa sĩ người Tây Ban Nha Pablo Picasso, thời kì Hồng là khoảng thời gian mà ông vẽ các tác phẩm của mình chủ yếu bằng hai màu chủ đạo là cam và hồng (hơi) xám, kéo dài từ năm 1904 tới năm 1906. Trong các tác phẩm của ông ở thời kì này, các chú hề và nghệ sĩ hài là những nhân vật tiêu biểu được Picasso vẽ vào tranh, đặc biệt là Harlequins. Các tác phẩm ở Thời kì Hồng được lấy cảm hứng từ Paris, Pháp. Trong khi đó các tác phẩm ở Thời kì Xanh được lấy cảm hứng từ Tây Ban Nha.
Tác phẩm đắt giá nhất của Picasso, Garçon à la pipe (với giá hơn 104 triệu đô-la Mỹ bởi hãng Sotheby's), được vẽ vào Thời kì Hồng. Một số tác phẩm khác của ông được vẽ vào thời kì này: Người phụ nữ trong chiếc áo lót (Woman in a Chemise) (1904-05) Người diễn viên (1904-05) Cậu bé với con chó, La famille de saltimbanques (1905) Cậu bé Khỏa thân (Nude Boy), Cậu bé chăn ngựa và Cô gái và con cừu (1906).